# Phacelia amabilis
Phacelia amabilis är en strävbladig växtart som beskrevs av Lincoln Constance. Phacelia amabilis ingår i Faceliasläktet som ingår i familjen strävbladiga växter. Inga underarter finns listade i Catalogue of Life.